# Cookin' at the Queens: Live in Las Vegas 1984 & 1988
Cookin' at the Queens: Live in Las Vegas 1984 & 1988 es un álbum en directo de la guitarrista de jazz Emily Remler que recoge una serie de actuaciones de 1984 y 1988 en el Hotel & Casino 4 Queens de Las Vegas. Estas interpretaciones fueron emitidas a  través de la cadena de pública de radio KNRP de las Vegas.
Esta recopilación inédita constituye el primer lanzamiento de la guitarrista desde su álbum de 1990 This Is Me y la primera grabación oficial en directo de su discografía.

## Antecedentes
Este álbum presenta dos emisiones radiofónicas ampliadas con material inédito que se eliminó inicialmente por falta de tiempo. Las grabaciones fueron descubiertas por el productor Zev Feldman. Estas cintas constituyen la base de un nuevo álbum de tres LP y dos CD publicados por Resonance Records. Aunque parte de este contenido ha circulado en Internet a través de grabaciones de aficionados en plataformas como YouTube, esta edición oficial ofrece una hora extra de música que no había estado disponible para el público.
Según la reseña de George Cole en la revista on-line 'Jazz News', la edición de esta grabación se debe al trabajo de Alan Grant, que fue un icónico DJ de jazz, productor y músico profundamente implicado en la escena jazzística. 
En la ciudad de Nueva York, durante las décadas de 1950 y 1960, Grant hizo que el jazz fuera más accesible al público general ofreciendo espectáculos que se emitían en directo por la radio desde conocidos clubes de jazz como el Half Note y el Birdland. También presentó espectáculos los viernes por la noche en el Village Vanguard.

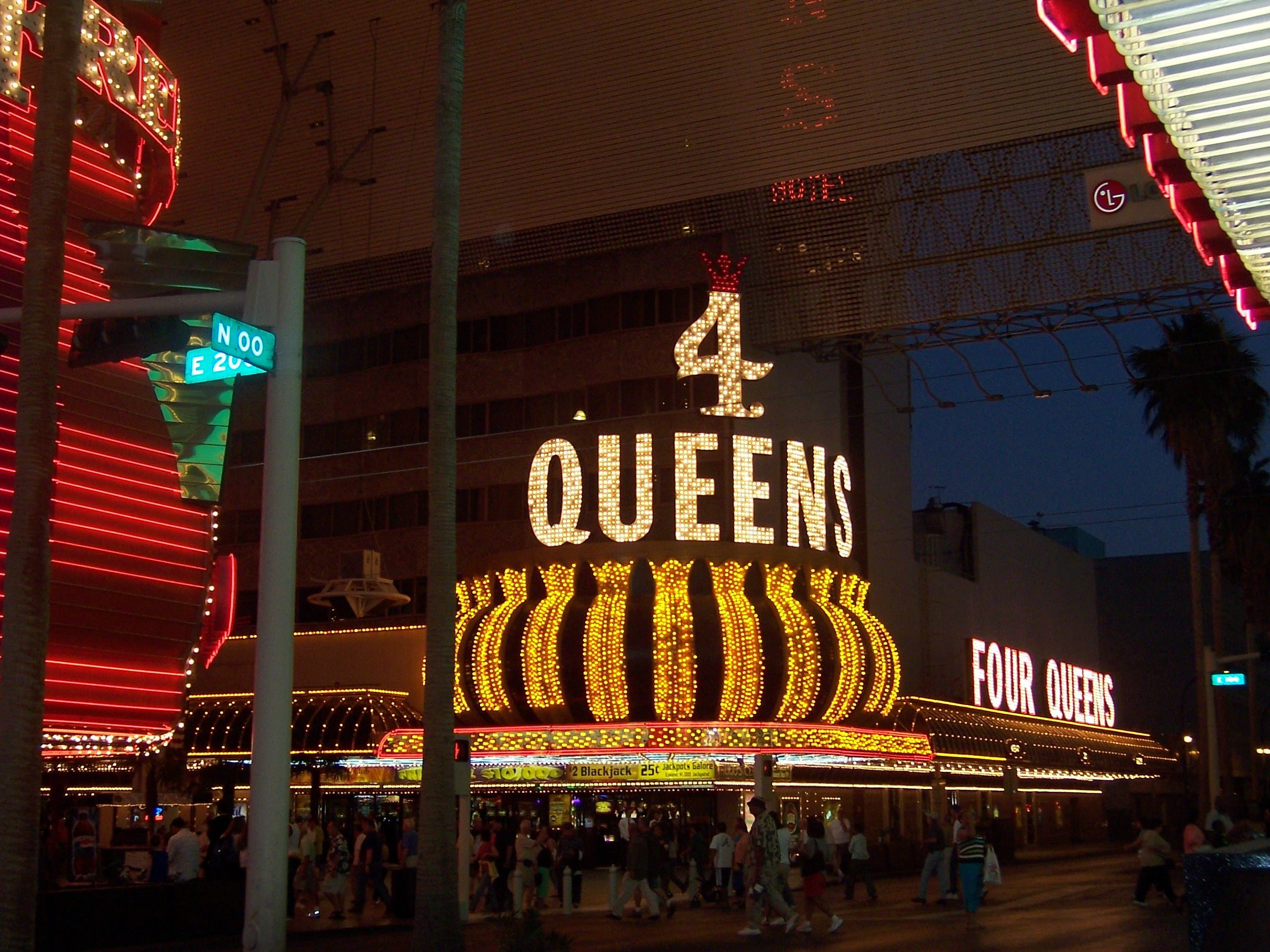
Fachada del Hotel y Casino Four Queens en Las Vegas (vista desde la Calle Fremont, 2006)

Más adelante en su carrera, Grant se trasladó a Las Vegas, donde siguió apoyando espectáculos de jazz en directo durante quince años. Una parte importante de su trabajo allí fue el programa «Monday Night Jazz», emitido en la emisora de radio local KNPR. Este programa, grabado en directo en el French Quarter Lounge del Hotel y Casino Four Queens, alcanzó una gran popularidad y acabó distribuyéndose como Jazz Night From Las Vegas, que retransmitía jazz en directo a más de 150 emisoras de radio públicas de todo el mundo. El programa se emitió de 1982 a 1996, finalizando cuando el hotel se declaró en quiebra.
El sitio del 'American Archive of Public Broadcasting' (AAPB), un registro histórico de la radio y la televisión públicas de los últimos 70 años en Estados Unidos, describe Four Queens Jazz Night From Las Vegas, como un destacado programa radiofónico de actuaciones en directo que ofrecía jazz convencional tanto de músicos consagrados como emergentes. Este programa albergaba un valioso archivo de grabaciones de actuaciones de músicos de jazz legendarios, como Eddie 'Cleanhead' Vinson, Victor Feldman, Charlie Rouse y Eddie 'Lockjaw' Davis poco antes de que fallecieran, al tiempo que desempeñaba un papel importante en la presentación de talentos emergentes como Matt Catingub y Ray Pizzi.
La actuación de Remler de 1984 y el directo de 1988 fueron grabados por un experimentado ingeniero, productor y músico de jazz, Brian Sanders, que proporciona información detallada en las notas de acompañamiento del álbum. Sanders grabó cada espectáculo utilizando un equipo de doce canales y micrófonos básicos, logrando una calidad de sonido notable, como detalla también el artículo de George Cole en Jazz News.
A lo largo de la semana, los artistas tocaron tres sesiones y Sanders grabó dos de ellos. Para estas actuaciones, Emily Remler contó con el apoyo de músicos de Las Vegas. En 1984 actuó en formato de cuarteto con el pianista peruano Cocho Arbe, que actualmente sigue actuando en Las Vegas. El bajista Carson Smith (que también tocó en el trío de 1988), residente en Las Vegas durante 40 años y fallecido en 1997 a los 66 años. El batería Tom Montgomery, que tocó en numerosos hoteles y clubes de Las Vegas durante cuatro décadas, que falleció en 1996 a los 74 años. El batería del trío de 1988 era John Pisci, un músico que también trabajó en Las Vegas durante más de 25 años y falleció en 2011 a los 64 años de edad.

## Recepción y críticas
Thom Jurek, de Allmusic, elogió estas grabaciones y señaló que, cuando se realizaron, Remler estaba en lo más alto de su carrera como músico de jazz, con un estilo de interpretación evolucionado, composiciones estelares, un espíritu aventurero y un gusto exquisito. Considera que Cookin' at the Queens es un álbum revelador que no solo pone de manifiesto el inmenso talento de la guitarrista, sino que también subraya la gran pérdida que supuso su fallecimiento.
En opinión de Michael Ullman, de la revista on line 'The Arts Fuse', la calidad del sonido grabado, especialmente de la última sesión, es casi perfecta: "En todas partes Remler toca líneas disciplinadas, limpias y decididas. Es tan precisa como lírica: parece haber pensado bien las cosas incluso mientras improvisa".
Marc Myers escribió en Jazz Wax sobre este álbum:  "La forma de tocar de Emily es extraordinaria. Su swing e improvisación navegan con un groove ligero y una delicada intensidad. Sus acordes son sólidos y conmovedores. Nunca es aburrida o pesada".

## Lista de temas

### 3-LP (Resonance HLP-2076)
| Cara A |                                |          |  |
| N.º    | Título                         | Duración |  |
| 1.     | «Moanin'»                      | 9:43     |  |
| 2.     | «How Insensitive (Insensatez)» | 9:52     |  |
| 3.     | «Autumn Leaves»                | 8:03     |  |
| 26:98  |                                |          |  |

| Cara B |                                   |          |  |
| N.º    | Título                            | Duración |  |
| 1.     | «Polka Dots and Moonbeams»        | 10:00    |  |
| 2.     | «Samba De Orfeu»                  | 8:52     |  |
| 3.     | «What Is This Thing Called Love?» | 5:58     |  |
| 24:01  |                                   |          |  |

| Cara C |                               |          |  |
| N.º    | Título                        | Duración |  |
| 1.     | «You Don't Know What Love Is» | 11:00    |  |
| 2.     | «West Coast Blues»            | 11:56    |  |
| 3.     | «Tenor Madness»               | 4:50     |  |
| 27:06  |                               |          |  |

| Cara D |                     |          |  |
| N.º    | Título              | Duración |  |
| 1.     | «Out Of Nowhere»    | 8:19     |  |
| 2.     | «Manhã de Carnaval» | 13:35    |  |
| 3.     | «Cisco»             | 6:14     |  |
| 27:68  |                     |          |  |

| Cara E |              |          |  |
| N.º    | Título       | Duración |  |
| 1.     | «Yesterdays» | 8:18     |  |
| 2.     | «All Blues»  | 13:35    |  |
| 21:53  |              |          |  |

| Cara F |                               |          |  |
| N.º    | Título                        | Duración |  |
| 1.     | «Someday My Prince Will Come» | 9:02     |  |
| 2.     | «So What / Impressions»       | 11:13    |  |
| 3.     | «D-Natural Blues»             | 8:18     |  |
| 28:33  |                               |          |  |

Fuente:

### 2-CD (Resonance HCD-2076)

#### Disco uno
1. "Moanin'" (B. Timmons) – 9:43
2. "How Insensitive (Insensatez)" (A. C. Jobim, V. de Moraes, N. Gimbel) – 9:52
3. "Autumn Leaves" (J. Kosma, J. Prévert, J. Mercer) – 8:03
4. "Polka Dots And Moonbeams" (J. Burke, J. Van Heusen) – 10:01
5. "Samba de Orfeu" (L. Bonfá, A. Maria) – 8:52
6. "Hot House / What Is This Thing Called Love?" (T. Dameron / C. Porter) – 5:58
7. "You Don't Know What Love Is" (D. Raye, G. De Paul) – 11:00
8. "West Coast Blues" (W. Montgomery) – 11:56
9. "Tenor Madness" (S. Rollins) – 4:50

#### Disco dos
1. "Out of Nowhere" (J. Green, E. Heyman) – 8:19
2. "Manha De Carnaval" (L. Bonfá, A. Maria) – 13:35
3. "Cisco" (P. Martino) – 6:14
4. "Yesterdays" (J. Kern, O. Harbach) – 8:18
5. "All Blues" (M. Davis) – 13:15
6. "Someday My Prince Will Come" (F. Churchill, L. Morey) – 9:02
7. "So What / Impressions" (M. Davis / J. Coltrane) – 11:13
8. "D-Natural Blues" (W. Montgomery) – 8:18

Fuente:

## Créditos
- Emily Remler – guitarra
- Cocho Arbe – piano (CD1, CD2, tema 1)
- Carson Smith – contrabajo (CD1, CD2)
- Tom Montgomery – batería (CD1, CD2, tema 1)
- John Pisci – batería (CD2, temas 2-8)

## Producción
- Productor / Notas del álbum – Zev Feldman y Bill Milkowski
- Productor ejecutivo – George Klabin
- Productor asociado – Zak Shelby-Szyszko
- Ingeniero de sonido – John Veselack (28 de mayo, 1984); Brian Sanders (18 de septiembre, 1988)
- Masterización – George Klabin y  Fran Gala
- Fotografía – Tom Copi (fotos en portada y contraportada); Brian McMillen (fotografías en libreto)
- Dirección artística – Burton Yount
- Diseño gráfico – Gordon H. Jee
- Editor del álbum – John Koening
- Asistente de proyecto – Cynthia Garcia